# قرار مجلس الأمن التابع للأمم المتحدة رقم 1389
قرار مجلس الأمن التابع للأمم المتحدة 1389 ، الذي اتخذ بالإجماع في 16 يناير 2002 ، بعد الإشارة إلى جميع القرارات السابقة بشأن الحالة في سيراليون ، وسع المجلس نطاق ولاية بعثة الأمم المتحدة في سيراليون لتشمل أحكاما واسعة النطاق لدعم الانتخابات العامة التي أجريت في مايو 2002.

## وصلات خارجية
- Text of the Resolution at undocs.org